# Acidiella sol
Acidiella sol är en tvåvingeart som beskrevs av Valery Korneyev 2004. Acidiella sol ingår i släktet Acidiella och familjen borrflugor. Inga underarter finns listade i Catalogue of Life.